# عقدة كاساندرا

عقدة كاساندرا (و التي تُعرف على نحو واسع متلازمة أو ظاهرة أو مأزق أو مُعضِلة أو لعنة أو استعارة كاساندرا) إلى حالة تقع عند رفض تحذيرات أو مخاوف صحيحة أو عند عدم تصديقها. نشأ هذا المصطلح من المثيولوجيا الإغريقيّة. إذ كانت كاساندرا ابنة بريام ملك طروادة، أحبها أبولو لجمالها ومنحها موهبة التنبؤ، ولكن كاساندرا رفضت أبولو رغم تقدُّمه إليها بشكل رومانسيّ، لذا فقد صبَّ عليها لعنة عدم تصديق أي أحدٍ لتحذيراتها فيما يتعلَّق بالتنبوءات. تُركت كاساندرا وهي تعرف أحداث المستقبل، ولكنها عاجزة عن تغيير الأحداث أو إقناع الآخرين بصحة توقعَاتها. واِستُخدمت هذه الاستعارة في الكثير من النصوص ذات السياقات المختلفة في علم النفس والمذهب البيئي والسياسة والعلوم والسينما وعالم الشركات والفلسفة، وقد تمَّ تداولها منذ عام 1949 على الأقل عندما صاغ الفيلسوف الفرنسي غاستون باشلار مصطلح 'Cassandra Complex' (العربيّة: عُقدة كاساندرا) للإشارة إلى الاعتقاد بأن الأشياء قد تكون معروفة سلفاً.

## علم النفس
يستخدم عددٌ من علماء النفس استعارة كاساندرا للإشارة إلى الأفراد الذين يختبرون معاناة جسديّة وعاطفيّة نتيجةً لمأساة التصوُّرات الشخصيّة ولا يصدقُهم الآخرون عندما يحاولون مشاركة سبب معاناتهم مع الآخرين.

### ميلاني كلاين
عام 1963 قدَّمت عالمة النفس ميلاني كلاين تفسيراً لكاساندرا باعتبارها تمثيل للضمير الأخلاقيّ الإنسانيّ الذي تمثَّل مهمته الرئيسية في إصدار التحذيرات. فكاساندرا باعتبارها ضميراً أخلاقيّاً، «تتنبأ بقدوم البلاء وتحذِّر من أن العقوبة ستتلوه وسينشأ حزن.» تستند حاجة كاساندرا إلى الإشارة إلى الانتهاكات الأخلاقيّة والعواقب الاجتماعيّة اللاحقة إلى ما تسميه كلاين «التأثيرات المُدمِّرَة للأنا العليا القاسية» والتي تتمثَّل في الأسطور بشخصيّة الإله أبولو الذي لعن كاساندرا. يرتكز استخدام كلاين لهذه الاستعارة على الطبيعة الأخلاقيّة لبعض التنبوءات، التي تميل إلى أن تثير في الآخرين «رفضاً للاعتقاد بما يعرفون في الوقت نفسه أنه صحيح، وتُعبّر عن الميل العام للإنكار، [مع] كون الإنكار دفاع قويّ ضد القلق والشعور بالذنب.»

### لوري لايتون شابيرا
في دراسة عام 1988، بحثت المحللة النفسيّ لوري لايتون شابيرا ما وصفته «عُقدة كاساندرا» في حياة اثنين مِمَّن حللاتهم.
بناءاً على تجربة سريريّة، حدَّدت شابيرا ثلاثة عوامل تؤسس لمُركَّب كاساندرا:
- علاقات مختلَّة مع «النمط البدائيّ أبولو»
- المعانات العاطفيّة أو الجسديّة، بما في ذلك الهيستيريا (اضطراب التحويل) أو «مشاكل المرأة»
- وعدم التصديق عند محاولة ربط حقيقة هذه التجارب بالآخرين.[4]

اعتبرت لايتون شابيرا أن عُقدة كاساندرا تنتج عن علاقة مُختلّة مع ما دعته «نمط أبولو البدائيّ» وهو نمط بدائيّ يشير إلى أي نموذج فرديّ أو ثقافيّ مكرَّس أو مرتبط بنظام أو منطق أو فكر أو حقيقة أو وضوح يتنصَّل بحدّ ذاته من أي شيء غامض أو غير منطقيّ. إن التخصُّص الفكريّ لهذا النمط البدائيّ يخلق مسافة عاطفيّة ويمكن أن يؤهّب العلاقات إلى عدم وجود علاقة عاطفيّة تبادليّة وما يترتب على ذلك من اختلال وظيفيّ لاحق. قالت لاحقاً أن «المرأة كاساندرا» مُعرَّضَةٌ جداً للهيستيريا لأنها «تشعر بأنها مهاجمة ليس فقط من العالم الخارجيّ بل من الداخل أيضاً، لاسيّما من الجسم بشكل شكاية بدنيّة وغالباً نسائيّة.»
وفي معرض حديثها عن التطبيق المجازيّ لأسطورة كاساندرا الإغريقيّة، قالت لايتون شابيرا أن:
ماتراه كساندرا المرأة هو شيءٌ مظلم ومؤلم أنه يمكن أن لا تظهر الأمور واضحةً أو أن الحقائق الموضوعيّة قد لا تثبت ذلك. فقد تتصوَّر نتيجةً سلبيّة أو غير متوقَّعة؛ أو شيئاً ما قد يصعب التعامل معه؛ أو حقيقةً لن يقبلها الآخرون، ولاسيّما شخصيّات السلطة. وفي حالة "موت الأنا" المخيفة، قد تُفشي المرأة كاساندرا دون تفكير ما تراه، ربما بأمل غير واعٍ أن من الممكن أن يكون الآخرون قادرين على فهمه. ولكن بالنسبة لهم، كون كلماتها بلا معنى وغير متصلة وغير محسوبة على الإطلاق.

### جين شينودا بولن
عام 1989 نشرت الأستاذة السريريّة في المعالجة النفسيّة في جامعة كاليفورنيا جين مقالةً عن الإله أبولو، أعطت خلالها تفاصيل شخصيّة نفسيّة عن «المرأة كاساندرا» التي اقترحت وصفها بأنها شخصٌ يعاني من علاقة مختلّة وظيفياً مع «الرجل أبولو»، كما حدث في العلاقة الميثيولوجيّة بين كاساندرا وأبولو. أضافت بولن أن «المرأة كاساندرا» قد تُظهر نوباتٍ هيستيريّة، وقد تُقابل بعدم التصديق عندما تحاول مشاركة ما تعرفه.
و طبقاً لبولِن فإن النماذج البدائيّة لكاساندرا وأبولو ليست متعلِّقَةً بالنوع الاجتماعيّ (الجندر). تقول بولِن أن «النساء غالباً يجدن أن إلهاً [ذكر] محدَّداً موجودٌ داخلهم أيضاً، تماماً كما وجدت ذلك عندما تحدَّثت عن الإلاهات، فقد كان بوسع الرجال التعرُّف على جزءٍ منهم كإلهةٍ ما. تُمثِّلُ الآلهة (الذكور) والإلاهات صفاتٍ مختلفة في النفس البشريّة. إن مجموعة آلهة الإغريق معاً، ذكوراً وإناثاً، موجودةٌ فينا كنماذج بدائيّة جميعاً... هناك آلهة وإلاهات في كل شخص.»
«و كنموذج بدائيّ، يُجسّد أبولو جانب الشخصيّة الذي يريد تعريفات واضحة، فهو يسعى لإتقان مهارة وترتيب القيم والتناغم، وهو يُفضِّلُ أن ينظر إلى الظاهر بدلاً مِمَّا يكمن وراء المظاهر. يُفضِّلُ نموذج أبولو التفكير على الشعور، وإبقاء المسافات على التقارب، والتقييم الموضوعيّ على الحدس الشخصيّ.»
و قد كتبت بولِن عمَّا أسمته تأثير أبولو السلبيّ:
إن الأفراد الذين يشبهون أبولو يعانون من صعوبات مرتبطة بالمسافة العاطفيّة كمشكلات التواصل، ومن عدم القدرة على أن يكونوا حميميِّين مع شخصٍ آخر، فهو أمرٌ صعب بالنسبة للرجل أبولو. فهو يُفضِّلُ أن يصل إلى (أو يحاكم) الموقف أو الشخص من مسافة، فهو لا يعرف أنه ينبغي عليه أن "يقترب"، أي يكون ضعيفاً ومتعاطفاً، كي يعرف شخصاً آخر حقاً... لكن إذا أرادت المرأة علاقة أعمق وأكثر شخصيَّةً، سيكون هناك صعوبات... فقد تصبح غير عقلانيّةٍ أو هستيريّة بشكل متزايد.

تقترح بولِن أن المرأة كاساندرا (أو الرجل) قد تصبح هيستيريّةً وغير عقلانيّةٍ بشكل متزايد عندما يكون هناك علاقة مختلّة مع أبولو سلبيّ، وقد تعاني من عدم تصديق الآخرين عندما وصف تجاربها.

## عالم الشركات
يُدعى التنبؤ بالاتجاهات المستقبليّة المحتملة لشركةٍ ما أحياناً بـ'الرؤية'. ومع ذلك، فإن تحقيق رؤية واضحة ومشتركة في منظمة ما، أمرٌ صعبٌ في كثير من الأحيان بسبب نقص الالتزام بالرؤية الجديدة من قبل بعض الأفراد في المنظمة، لأنها لا تُوائم الواقع بنظرهم. إذ يُطلق على من يدعمون الرؤية الجديدة «كاساندرات» (أي صيغة الجمع من كاساندرا)، إذ أنهم قادرون على رؤية ما سيحدث، ولكن الآخرين لا يُصدِّقونهم. أحياناً يُستخدم الاسم «كاساندرا» للإشارة إلى من يستطيعون التنبؤ بارتفاعات وانخفاضات الأسهم ولاسيّما انهيارات سوق الأسهم العالميّة، كما حدث مع وارن بافت إذ أنه حذَّر مراراً وتكراراً من أن طفرة سوق الأسهم في تسعينيّات القرن العشرين كانت عبارة عن فقاعة، مما حدا بالعديدين لإطلاق لقب «كاساندرا وول ستريت». يذكِّرُ آندي جروف في كتابه Only The Paranoid Survive القارئ بأن من أطلق عليهم لقب كاساندرا المُفيدة ممن يستشعرون رياح التغيير قبل الآخرين، عاملٌ مهم للإدارة من خلال تدارك مراحل الانقلاب الإستراتيجيّ.

## الحركة البيئية
تنبأ العديد من علماء البيئة بحدوث كوارث بيئيّة تلوح في الأفق بما في ذلك تغير المناخ وارتفاع مستويات البحر والتلوّث غير القابل للعكس والانهيار الوشيك للنظم البيئيّة بما في ذلك الغابات المطيرة والشُعب المُرجانيّة. يشتهر بعض هؤلاء العلماء بلقب «كاساندرا»، وذلك لتحذيرهم من كوارث بيئيّة وشيكة فيما تُقابل هذه التحذيرات بالسخرية أو عدم التصديق. يقول عالم البيئة آلان أتِكسون أنه «لفهم أن الإنسانيّة في مسار تصادميّ مع قوانين الطبيعة ستكون عالقاً في 'معضلة كاساندرا' والتي من خلالها يمكن للمرء أن يرى النتيجة الأرجح للاتجاهات الحاليّة ويمكنه تحذير الناس مما يحدث، ولكن الغالبية العُظمى غير قادرة على الاستجابة أو أنها لن تستجيب، ولاحقاً إذا ما وقعت الكارثة فقد يلومونك كما لو أن التنبؤ الخاص بك قد أدَّى لحدوث الكارثة». إلا أنه من حينٍ لآخر قد يكون هناك تنبيه «ناجح»، وعلى الرغم من نجاح الكتب والحملات والمنظمات والشخصيات، إلا أن الحركة البيئية قد تراجعت بشكل عام إلى الجانب المُعاكس من المُعضلة: الفشل في «تمرير» الأمر بين الناس وتجنُّب الكارثة. وبكلمات أتكسون: «في كثير من الأحيان نشاهد بلا حولٍ ولا قوّة كما فعلت كاساندرا، حين كان الجنود يخرجون من حصان طروادة تماماً كما كان متوقعاً ويعيثون فساداً. الأسوأ من ذلك، أن معضلة كاساندرا بدت غير قابلة للتفادي حتى مع نمو جوقة الكاساندرات بشكل أكبر.»

## أمثلة أُخرى
هناك أمثلة أُخرى عن استخدام استعارة كاساندرا في سياق العلوم الطبيّة والإعلام ووجهات النظر النسويّة للواقع فيما يتعلَّق بمتلازمة أسبرجر (يُقال أن 'متلازمة كاساندرا' تنشأ أحياناً عندما يطلب شركاء أو أفراد عائلة شخص مصاب بمتلازمة أسبرجر المساعدة رغم كونهم غير مُصدِّقين) وفي السياسة. هناك أيضاً أمثِلَةٌ عن استخدام هذه الاستعارة في كلمات الأغاني الشعبيّة (موسيقى البوب) كما في أغنية فرقة آبا «كاساندرا» عام 1982 وأغنية إيمي ذا جرايت «كاساندرا» وأغنية «كاساندرا كومبليكس» لفرقة ستار ون. كما يُرجَّح أن أغنية فرقة ذا مارس فولتا «كاساندرا جيميني» تشير إلى هذه المتلازمة، كذلك بالنسبة لمصطلح «متلازمة كاساندرا» الذي ورد في فيلم 12 قرداً. كما ظهرت فرقَة موسيقيّة في ولاية أوهايو في الولايات المتحدة الأمريكيّة أطلقت على نفسها فرقة «كورس أوف كاساندرا» (العربيّة: لعنة كاساندرا) بعد شيوع الاستعارة
هناك أيضاً أوجه شبه بين حالة عدم تصديق كاساندرا وأنبياء العهد القديم كإرميا وأشعياء وعاموس، وهم مجموعة من أنبياء العهد القديم ممَّن لفتوا الانتباه إلى فشل من يعتبرون أنفسهم شعب الله ودعوهم للتخلِّي عن التضحيات عديمة المعنى وتكريس أنفسهم لرعاية «الأيتام والأرامل في محنتهم». كما دعوا مجتمعاتهم تكريم الله وتجنُّب الكوارث السياسيّة وا لاجتماعيّة. لم تلقَ «نبوءاتهم» آذاناً صاغية، فإرميا على سبيل المثال قد رُمِيَ في بئرٍ عميقة كسجنٍ له.

## روابط خارجية
- "The cassandra" at TV Tropes